# 당좌자산
당좌자산(當座資産)이란 유동자산 중에서 판매과정을 거치지 않고 1년 이내에 현금화가 가능한 자산을 말한다.
세부적으로는 현금 및 현금성자산과 단기금융상품, 매출채권 등으로 구분된다. 기타의 당좌자산에는 미수금, 선급금, 선급비용 등이 있다.

## 종류
- 현금(現金) 및 현금성자산(現金性資産)
- 단기투자자산(短期投資資産)
- 매출채권(賣出債權)
- 미수금(未受金): 일반적인 상거래 이외의 거래에서 받지 못한 돈.
- 선급금(先給金): 상품을 매입하는 조건으로 먼저 지급하는 계약금.
- 선급비용(先給費用): 당기에 지급한 비용 중 미리 지급한 차기 비용.
- 가지급금(假支給金): 계정이나 액수를 확정하지 않은 채로 지급한 돈에 대하여 그것을 확정할 때까지 임시로 처리하는 계정.
- 현금과부족(現金過不足): 장부의 현금 잔고와 실제 현금 잔고가 다르고 그 원인을 알 수 없는 경우에 일시적으로 현금의 과부족을 처리하는 계정.
- 당좌예금